# Ondřej Bambula
Ondřej Bambula (né le 25 janvier 1987 à Tábor) est un coureur cycliste tchèque spécialisé dans la pratique du cyclo-cross, membre de l'équipe Cyklo Team Budvar Tábor.

## Biographie
En 2007, il remporte sa première victoire professionnelle lors de l'Oberschlierbach cyclo-cross à Sankt Pölten. En 2009, il devient champion de République tchèque de cyclo-cross espoirs à Kolín et remporte sa deuxième victoire professionnelle, à nouveau en Autriche, à Stadl-Paura, lors du Johnson & Johnson Radquerfeldein Grand Prix. En 2010, il remporte deux victoires sur le calendrier international : le Cyclo-cross International Podbrezová à Horná Mičiná et la TOI TOI Cup à Loštice.

## Palmarès en cyclo-cross
- 2007-2008 
  - Oberschlierbach cyclo cross, Sankt Pölten
- 2008-2009
  -  Champion de République tchèque de cyclo-cross espoirs
- 2009-2010
  - Johnson & Johnson Radquerfeldein Grand Prix, Stadl-Paura
- 2010-2011
  - Cyclo-Cross International Podbrezová, Horná Mičiná
  - Toi Toi Cup #4 - Loštice, Loštice
  - Int. Radquerfeldein Lambach/Stadl-Paura, Stadl-Paura
- 2011-2012
  - Int. Radquerfeldein Lambach/Stadl-Paura, Stadl-Paura
- 2013-2014
  - Toi Toi Cup #2 Kutná Hora, Kutná Hora
  - International Cyclocross Financne centrum, Udiča

## Palmarès sur route
- 2008
  - 3e du championnat de République tchèque sur route espoirs